# Ammobates mutinensis
Ammobates mutinensis là một loài Hymenoptera trong họ Apidae. Loài này được Heinrich mô tả khoa học năm 1977.